# Caustis dioica
Caustis dioica är en halvgräsart som beskrevs av Robert Brown. Caustis dioica ingår i släktet Caustis och familjen halvgräs. Inga underarter finns listade i Catalogue of Life.